# Bahlul Khan Lodi
Bahlul Khan Lodi, död 1489, var regerande sultan av Delhi mellan 1451 och 1489.